# Садовое (Хорольский район)
Садовое (укр. Садове) — село,
Петровский сельский совет,
Хорольский район,
Полтавская область,
Украина.
Код КОАТУУ — 5324884609. Население по переписи 2001 года составляло 265 человек.

## Географическое положение
Село Садовое находится между сёлами Вишнёвое и Еньки.
По селу протекает пересыхающий ручей с запрудой.
Рядом проходит автомобильная дорога Т-1716.

## История
До 1945 - Ялосовецке, до 1917 - Елисаветская
Село указано на специальной карте Западной части России Шуберта 1826-1840 годов как Елисаветовка